# Triorla trichinus
Triorla trichinus är en tvåvingeart som beskrevs av Tomasovic 2002. Triorla trichinus ingår i släktet Triorla och familjen rovflugor.
Artens utbredningsområde är Franska Guyana. Inga underarter finns listade i Catalogue of Life.